# Al Unser
Alfred "Al" Unser, född 29 maj 1939 i Albuquerque, New Mexico, död 9 december 2021 i Chama, Rio Arriba County, New Mexico, var en amerikansk racerförare. Han var bror till Bobby Unser och far till Al Unser, Jr. och farfar till Al Unser III.

## Racingkarriär
Unser körde till en början i sprintcar. Han startade i Indianapolis 500 1965 där han slutade nia. Unser vann senare tävlingen fyra gånger i loppen 1970, 1971, 1978 och 1987. Han vann även USAC Indycar 1970 samt CART 1983 och 1985, det sista efter en rekordjämn kamp mot sonen Al Unser Jr.
Unser gjorde ett sista försök att kvala in till Indianapolis 500 1994, men när han inte lyckades avslutade han sin karriär, då 55 år gammal.